# ماكس خان
ماكس خان (بالإنجليزية: Max Kahn)‏ هو مصمم ليثوغراف ورسام أمريكي، ولد في 1902 في سلونيم في روسيا البيضاء، وتوفي في 2005.